# Ease on Down the Road
Ease on Down the Road – powstała w 1974 roku piosenka pochodząca z musicalu The Wiz, pierwotnie wystawianego na deskach teatru w amerykańskim Baltimore. Autorem utworu jest afroamerykański kompozytor i tekściarz Charlie Smalls. Za ten utwór Michael Jackson i Diana Ross zostali nominowani do nagrody Grammy w kategorii „Best R&B Performance by a Duo or Group with Vocal” w roku 1979.

## Notowania
| Lista (1978)                         | Najwyższa pozycja |
| ------------------------------------ | ----------------- |
| U.S. Billboard Hot 100               | 41                |
| U.S. Billboard Hot R&B/Hip-Hop Songs | 17                |
| UK Singles Chart                     | 45                |
| Turkey Top 20 Chart                  | 1                 |